# Turka (Kolomyja)
Turka (ukrainisch Турка; russisch Турка, polnisch Turka) ist ein Dorf in der ukrainischen Oblast Iwano-Frankiwsk mit etwa 2361 Einwohnern (2022).
Das erstmals 1444 schriftlich erwähnte Dorf (eine andere Quelle nennt das Jahr 1400) feierte 2010 seinen 610. Jahrestag.
Administrativ gehört Turka zur Landratsgemeinde Pjadyky im Osten des Rajon Kolomyja.
Die Ortschaft liegt auf einer Höhe von 335 m am Ufer der Turka (Турка), einem 35 km langen, linken Nebenfluss des Pruth, 7 km nordöstlich vom Gemeindezentrum Pjadyky, 10 km nordöstlich vom Rajonzentrum Kolomyja und 60 km südöstlich vom Oblastzentrum Iwano-Frankiwsk.
Südlich vom Dorf verläuft die Regionalstraße P–24.